# Calais Racing Union football club
 (avril 2023).
Si vous disposez d'ouvrages ou d'articles de référence ou si vous connaissez des sites web de qualité traitant du thème abordé ici, merci de compléter l'article en donnant les références utiles à sa vérifiabilité et en les liant à la section « Notes et références ».
Maillots
Le Calais Racing Union football club, abrégé en Calais RUFC, est un club de football français, fondé en 1902, disparu en 2017 et situé à Calais.
Le club est fondé sous le nom de Racing Club de Calais. Il fusionne en 1974 avec l'Union sportive de Calais. le club joue ses matchs à domicile au Stade Julien-Denis puis à partir de 2008 au stade de l'Épopée. Il connait la célébrité pour avoir atteint la finale de la Coupe de France en 2000 (battu par le FC Nantes 1-2), alors que le club évoluait dans le football amateur en quatrième division.
Au total, le club a évolué 6 saisons en Division 2 entre 1932 et 1938 et 18 saisons en Division 3 entre 1970 et 1993. Lors de ses dernières années, le club navigue entre le National (troisième niveau) et le CFA 2 (niveau 5). Il descend lors la saison 2016-2017 en finissant dernier de son groupe de CFA, est rétrogradé en Régionale 4 pour raisons financières, avant d'être finalement liquidé par décision judiciaire le 28 septembre 2017.

## Histoire

### Genèse du club et saisons en Division 2 (1902-1938)
En 1902, la fusion entre le Sporting Club et le Football Club donne naissance au Racing Club de Calais. Adoptant des couleurs noir et or, le surnom de « Canaris » est rapidement adopté. Le R.C. Calais signe d'excellents parcours lors des premières éditions de la Coupe de France en prenant part aux quarts de finale de l'épreuve 1921, aux huitièmes en 1922 et seizièmes en 1923, 1924, 1925, 1926 et 1930. En 1921, Calais se paie même le luxe de sortir le tenant de la Coupe, le CASG Paris en huitièmes de finale (3-2). Le club rejoint les rangs professionnels en 1933. Les « as anglais » Malonney et Allison s'illustrent particulièrement. Faute de moyens financiers suffisants, Calais préfère renoncer à son statut professionnel dès 1938.

### Saison en amateur avant la fusion (1938-1974)
De retour dans la sphère amateur, Calais rejoint la CFA en 1962 à la suite d'un titre de champion de la Division d'Honneur de la Ligue du Nord. Évoluant en CFA durant quatre saisons, Calais enlève son groupe, ratant l'accession en finale nationale à la différence de buts (1965). C'est quasiment le même groupe de joueurs qui, sous la houlette d'Albert Dubreucq, signe ces belles performances en DH puis en CFA. Citons ici Forcioli, Godzek, Duville et Plancque. Dès la saison suivante, les Calaisiens plongent et retrouvent la Division d'Honneur de 1966 à 1969. Champion de la Ligue du Nord en 1969, Calais, sous la direction du président Viniacourt et de l'entraîneur Claude Plancque, rejoint la CFA pour sa dernière édition.

### Fusion avec l'US Calais (1974-1999)
Le RC Calais fusionne avec l'US Calais en mai 1974,,[source insuffisante], alors que le RC évolue en Division d'Honneur et l'US Calais dans les divisions inférieures. L'Union sportive est créée au sortir de la guerre en 1947, par la fusion des clubs du Bicoque et de la Nouvelle France. Évoluant au stade Henri Louchez, l'US est entrainée par Robert Noel (Boul) et Théo Clouet. Le club forme à partir des années 1950 de nombreux jeunes et participe à ce titre à la coupe Gambardella avec de bons résultats. Robert Noel emmène l'équipe en division d'honneur (4e niveau national) et en 32e de finale de Coupe de France[réf. nécessaire]. L'US Calais venait de jouer quatre saisons en Division d'Honneur en 1966-1968, et 1970-1972,, les deux clubs ayant même joué dans la même division entre 1966 et 1968.
Bien que le RC Calais soit le club historique de la ville, le nouveau nom, Calais Racing Union FC, est un mélange des deux anciens noms, ainsi que les couleurs (jaune du RC Calais et rouge de l'US Calais. Calais évolue dans le stade Julien Denis jusqu'en 2008.

### Finale de Coupe de France et disparition (1999-2017)
Un an après son parcours réalisé en Coupe de France, il obtient sa montée en National lors de la saison 2000-2001. Le club finit dernier avec deux victoires en 38 journées. Il est rétrogradé en CFA 2 à la fin de la saison.
Lors de la saison 1999-2000, le CRUFC rencontre en demi-finale, lors de la coupe de France, Bordeaux, trois divisions au-dessus de Calais. Le match va jusqu'en prolongations où le club amateur frappe par trois fois. La finale au Stade de France devant 78 000 spectateurs, se joue le 7 mai 2000. Le club fait pratiquement jeu égal avec le FC Nantes. Un pénalty très litigieux accordé par l’arbitre Claude Colombo, pour une faute sur Alain Caveglia à la 90e minute, scelle le sort du « petit poucet » de l'épreuve. Mickaël Landreau, capitaine et gardien du FC Nantes, récompense les joueurs amateurs en offrant le privilège rare au capitaine calaisien Réginald Becque de soulever avec lui le trophée. Jacques Chirac, Président de la République, déclare qu'il y a deux vainqueurs, l'un sportif et l'autre humain.
Les adversaires successifs du CRUFC lors de la Coupe de France 1999/2000 :
| Tour            | Date  | Domicile                                        | Score         | Extérieur |
| --------------- | ----- | ----------------------------------------------- | ------------- | --------- |
| 4e tour         |       | Campagne-lès-Hesdin (Division 1 Départementale) | 0-10          | Calais    |
| 5e tour         |       | Saint-Nicolas-les-Arras (Régionale)             | 1-3           | Calais    |
| 6e tour         |       | Marly-lès-Valenciennes (CFA2)                   | 1-2           | Calais    |
| 7e tour         | 27/11 | Béthune (CFA2)                                  | 0-1           | Calais    |
| 8e tour         | 17/12 | Dunkerque (CFA)                                 | 0-4           | Calais    |
| 1/32e de finale | 22/1  | Lille (D2)                                      | 1-1 (6-7 pen) | Calais    |
| 1/16e de finale | 12/2  | Langon-Castets (CFA2)                           | 0-3           | Calais    |
| 1/8e de finale  | 4/3   | Cannes (D2)                                     | 1-1 (1-4 pen) | Calais    |
| 1/4 de Finale   | 18/3  | Strasbourg (D1)                                 | 1-2           | Calais    |
| 1/2 finale      | 12/4  | Bordeaux (D1)                                   | 1-3           | Calais    |
| Finale          | 7/05  | Nantes (D1)                                     | 2-1           | Calais    |

Les adversaires successifs du CRUFC lors de la Coupe de France 2005/2006 :
- 4e tour : Calais - Étaples (PH) 3-1
- 5e tour : Calais - Blériot-Plage (Rég) 10-1
- 6e tour : 29 octobre : Loos-en-Gohelle (PH) - Calais 2-5
- 7e tour : 20 novembre : Issy-les-Moulineaux (DH) - Calais 2-3
- 8e tour : 10 décembre : Calais - Viry-Châtillon (CFA2) 1-0
- 32e de finale : 7 janvier : Calais - ES Troyes AC (L1) 3-2 (prolongation)
- 16e de finale : 11 février : Sainte-Geneviève-des-Bois (CFA) - Calais 0-1
- 8e de finale : 22 mars : Calais - Stade brestois (L2) 1-0
- Quart de finale : 12 avril : Calais - FC Nantes (L1) 0-1

Un an après le club retrouve le CFA où il passe quatre années pour retrouver de nouveau le National pour la saison 2007-2008. Lors de la saison 2005-2006, le CRUFC atteint le quart de finale de la Coupe de France où il est éliminé par Nantes. En 2007 le club monte en national. Lors de la saison 2007-2008 Calais termine 15e du championnat de national.
La saison suivante (2008-2009) le club est relégué administrativement en CFA 2 après sa relégation sportive.
Lors de la saison 2009-2010, l'équipe termine première du Groupe A de CFA 2 et gagne le droit de retrouver le CFA mais le 10 juin 2010, le club est placé en liquidation judiciaire par le tribunal de grande instance de Boulogne. Le club est finalement resté en CFA 2 jusqu'à la saison 2013-2014. En 2014, le club remonte en CFA après avoir terminé 2e de son groupe de CFA 2 derrière l'Arras FA. À l'issue de la saison 2014-2015 le club termine 6e du championnat CFA groupe A. L'année suivante (2015-2016) le club finit 9e en CFA groupe A. À la fin de la saison 2016-2017 le CRUFC termine à la dernière place du Championnat de France amateur de football groupe B le club est donc relégué en National 3, finalement le club repartira en Régional 4 pour la saison 2017-2018.
Le 28 septembre 2017, le tribunal de grande instance de Boulogne-sur-Mer prononce la liquidation judiciaire du club, ce qui signifie sa disparition définitive,

### Plusieurs clubs pour prendre le relais (2017-2023)
À la suite de la disparition du Calais RUFC, deux clubs se sont créés distinctement sur 2 saisons consécutives et se distinguèrent par de nombreuses promotions de divisions en divisions au cours des 5 années qui suivirent :
En 2017, le Calais FC Hauts-de-France est né. Ce club était composé d'ancien dirigeants et membres du Calais RUFC. Il s'installe au Stade Julien-Denis et adopte les couleurs sang et or.
En 2019, le Grand Calais Pascal FC né de la fusion de 2 clubs calaisiens, le FC Grand Calais et l'Amicale Pascal Calais. Il devient entre 2019 et 2023 l'unique club à domicilier au Stade de l'Épopée. Le Grand Calais Pascal FC arborait les couleurs rouges et vertes et était à cette période là le seul club de la région a domicilier au Stade de l'Épopée.
Dans cette course à distance à la reconquête des divisions nationales, le Grand Calais Pascal FC réussi à se hisser au niveau Régional 1 en 2022. Cependant le Calais FC Hauts-de-France est à sa création reparti de beaucoup plus bas dans les divisions (12e division au niveau District). Ce dernier a pourtant connu 4 promotions en 5 ans.

### Racing Club de Calais
Le 30 avril 2023, les Calaisiens apprennent qu'une possible fusion entre ces deux clubs est en cours de pourparlers. Cette fusion devient une réalité le 14 juin 2023 sous le nom de Racing Club de Calais, le premier nom utilisé aux origines de la création du Calais RUFC en 1902. Malgré le nom identique à celui des origines du Calais RUFC, ces 2 clubs n'ont pas de liens de parenté et sont donc 2 clubs distincts. Le nouveau Racing Club de Calais, de par ses structures et son projet, est destiné à être le grand club de la ville ainsi que le grand descendant historique du Calais RUFC. Il arbore un logo bien plus moderne mais respectant les couleurs noires, rouges et jaunes du club (provenant du FC Calais Hauts-de-France) tout en gardant la forme ronde classique de l'écusson & les contours du Stade de l'Épopée (comme le logo du Grand Calais Pascal FC). Le club évolue pour la saison 2024-2025 en National 3 et en 2025/2026 en Régional 1.

## Palmarès
Le palmarès du club comporte notamment :
- Coupe de France
  - Finaliste : 2000

- Championnat de France D2
  - Meilleure performance : Sixième en 1935

- Championnat de France D3
  - Vainqueur de groupe : 1981

- Championnat de France D4
  - Vainqueur de groupe : 1988 et 2007

- Championnat de France amateur 2 (D5)
  - Vainqueur de groupe : 1998 et 2003, 2010, 2011

- Championnat du Nord-Pas-de-Calais (3)
  - Champion : 1962, 1976 et 1991

## Personnalités du club

### Entraîneurs
| Pays | Nom               | Période   |
| ---- | ----------------- | --------- |
|      | Albert Dubreucq   | 1962-1965 |
|      | Claude Pancque    | 1968-1973 |
|      | Bernard Placzek   | 1973-1979 |
|      | Eugène Grévin     | 1979-1980 |
|      | Jacques Fardoux   | 1980-1982 |
|      | Mohamed Lekkak    | 1982-1983 |
|      | Bernard Ledru     | 1983-1985 |
|      | Gaby Desmenez     | 1985-1987 |
|      | Richard Ellena    | 1987-1991 |
|      | Jean-Marc Varnier | 1991-1994 |
|      | Jean-Claude Cloët | 1993-1994 |
|      | Daniel Fuchs      | 1994-1995 |
|      | Ladislas Lozano   | 1995-2001 |
|      | Manuel Abreu      | 2001-2002 |
|      | Sylvain Jore      | 2002-2008 |
|      | Djezon Boutoille  | 2008-2017 |

### Présidents
| Nom                   | Période      | Nationalité sportive | Autres fonctions     |
| Jean-Marc Puissesseau | jusqu'à 2015 | France               | délégué UEFA et FIFA |
| Pascal Joly           | 2015-2017    |                      |                      |

## Structures du club

### Structures sportives

#### Stades
L'équipe fanion évolue depuis son origine au Stade Julien-Denis, dotée d'une tribune principale 742 places assises, jusqu'en 2008.
Pour la saison 2008-2009, le CRUFC le quitte pour son nouveau stade, baptisé stade de l'Épopée, pouvant accueillir jusqu'à 12 000 places assises. Son nom fait référence à l'« épopée » de la Coupe de France de football 1999-2000, lorsque l'équipe fanion parvint en finale malgré son statut amateur, finalement battue par le FC Nantes.
Lors de son premier match dans son nouveau stade, le 27 septembre 2008, le CRUFC s'incline 1-4 face au Stade lavallois.
Le stade Julien-Denis reste le terrain d'accueil pour les équipes réserves et jeunes. La tribune est détruite en 2014.

### Image et identité

Jusqu'en 2010
2010-2017.
Logo du RC Calais